# Terminator 2: Dommedag
Terminator 2: Dommedag (originaltitel: Terminator 2: Judgment Day) er en amerikansk science fiction film fra 1991, instrueret af James Cameron. Filmen er den anden om Terminator-robotterne og har atter Arnold Schwarzenegger og Linda Hamilton i hovedrollerne. 

## Handling
Året er 1995 og der er gået 11 år siden Sarah Connor overlevede et angreb fra den menneskelignende maskine Terminator som kom fra fremtiden. Kort efter fik hun en søn ved navn John Connor. John vil i fremtiden lede kampen imod de maskiner der har overtaget jorden efter en altødelæggende atomkrig. 
Sarah er dog blevet tvangsindlagt på et psykiatrisk hospital og John er blevet anbragt hos en plejefamilie. En ny Terminator er nu på vej for at dræbe John og Sarah. Denne Terminator er en T-1000 som er lavet af flydende metal og kan ændre form. En anden Terminator (en T-800) leder også efter John. Ikke for at dræbe ham, men for at beskytte ham.

## Medvirkende
- Arnold Schwarzenegger som Terminator/T-800
- Linda Hamilton som Sarah Connor
- Robert Patrick som T-1000
- Edward Furlong som John Connor
- Earl Boen som Dr. Peter Silberman
- Joe Morton som Miles Bennett Dyson
- Jenette Goldstein som Janelle Voight
- Xander Berkeley som Todd Voight
- Cástulo Guerra som Sarahs ven